# Hericium erinaceus
La melena de león (Hericium erinaceus) es un hongo comestible y medicinal del holártico. Puede ser identificado por su tendencia a crecer como grupos redondeados de barbas de espinas largas, de 1 a 6 cm de longitud, sobrepuestas sobre su tallo de 10 a 25 cm y no en racimos o ramos. Son comunes durante el verano y el otoño en las maderas duras, en especial la del haya americana.
Presenta color blanquecino cuando brota y se hace amarillento con el tiempo y finalmente marrón cuando alcanza mayor edad. Puede confundirse con otras tres especies de Hericium, que también crecen en América del Norte, pero todas ellas son comestibles de consumo popular.

## Hongo comestible
Es un alimento excelente cuando está joven, y la textura de las setas cocinadas es a menudo comparada con los mariscos. 

## Cultivo
El hongo melena de león se cultiva comercialmente sobre troncos o en aserrín esterilizado. Está disponible fresco o seco en las tiendas de comestibles asiáticos.

## Importancia económica y cultural

### Usos medicinales
Investigadores en Australia descubren que el hongo Melena de León, mejora la memoria y previene el Alzheimer. Este descubrimiento tiene aplicaciones que podrían tratar o proteger contra trastornos neurodegenerativos.
El extracto de Hericium erinaceus reduce la ansiedad y las conductas depresivas al promover la neurogénesis hipocampal en el cerebro de ratones adultos.
Se descubre el potencial terapéutico del Hericium erinaceus para el trastorno depresivo.
Mejora de las funciones cognitivas mediante la ingesta oral de Hericium erinaceus.

## Nombres asiáticos
Es llamado hóu tóu gū (simplificado: 猴头菇; tradicional: 猴頭菇; lit. "hongo cabeza de mono") en chino. En japonés es llamado yamabushitake (山伏茸; lit. "hongo de la montaña escondida"). En vietnamita se le llama nấm đầu khỉ.

## Galería

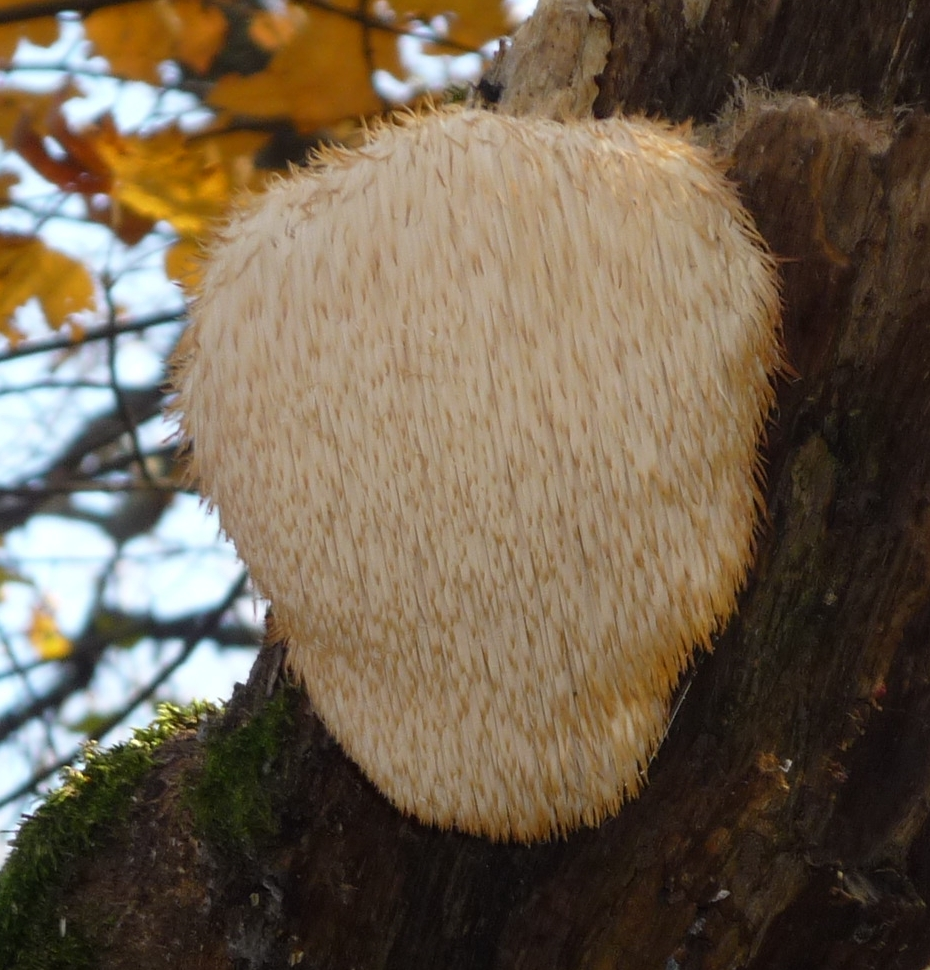
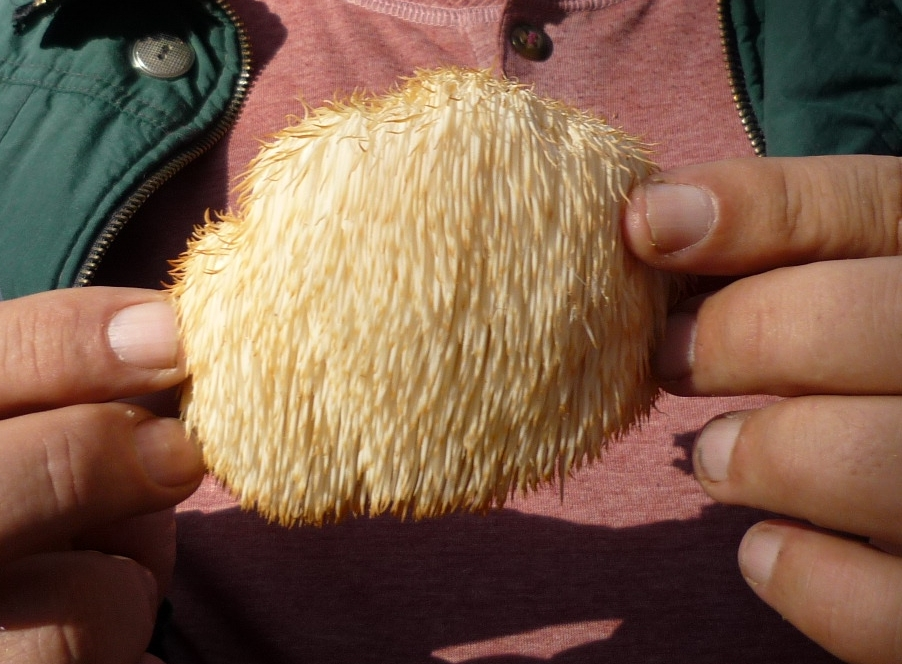
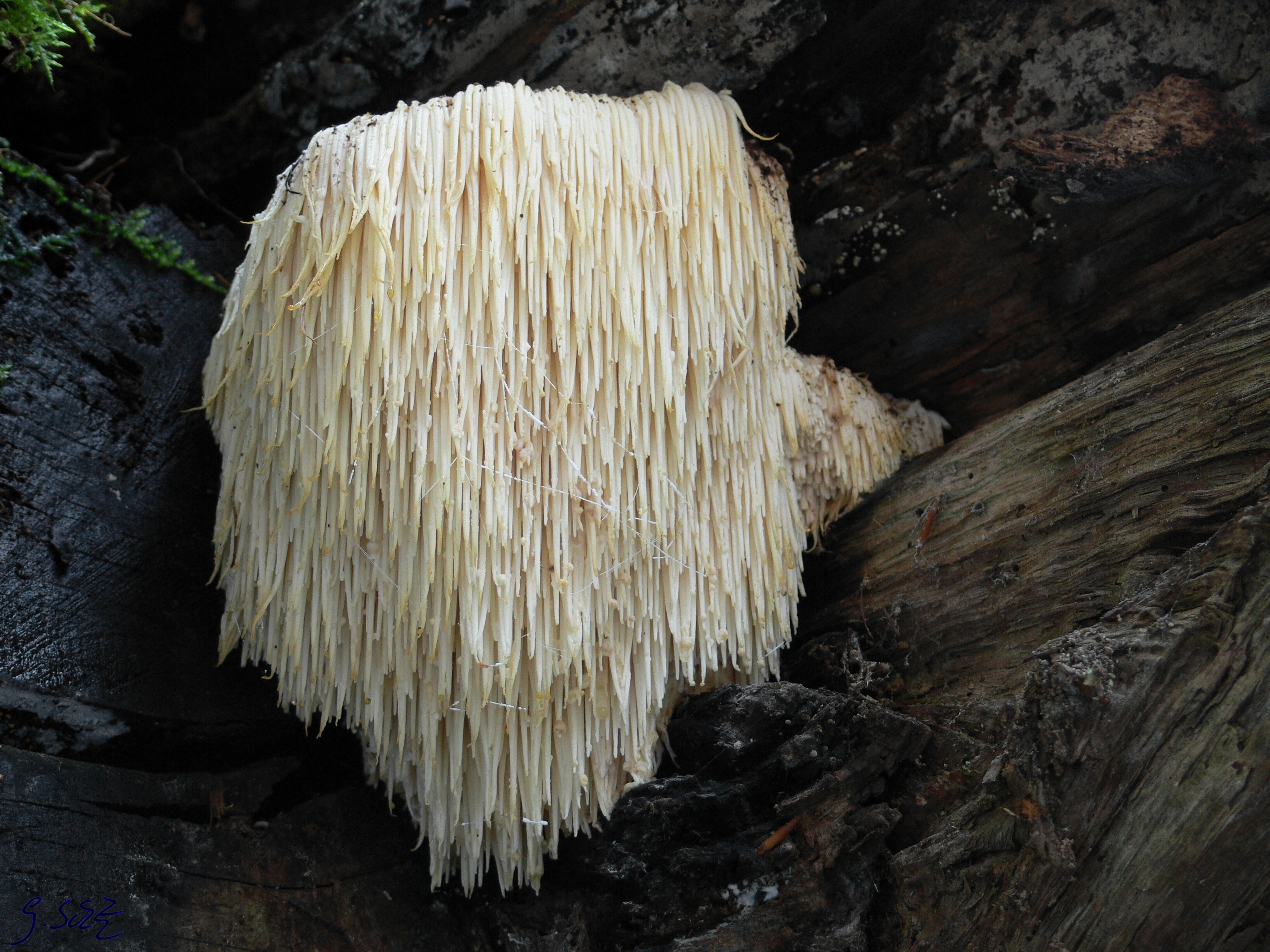